# لیز مکی
لیز مکی (انگلیسی: Lise Mackie؛ زادهٔ ۱۰ اوت ۱۹۷۵) شناگر اهل استرالیا بود.
وی در مسابقات کشوری و بین‌المللی در مجموع برندهٔ ۱ مدال نقره، ۳ مدال برنز شده‌است.